# Hami Syahin
Hami Syahin (* 16. November 1998 in Singapur), mit vollständigen Namen Muhammad Hami Syahin Bin Said, ist ein singapurischer Fußballspieler.

## Karriere

### Verein
Hami Syahin erlernte das Fußballspielen in der National Football Academy in Singapur. Von 2015 bis 2018 stand der bei den Young Lions unter Vertrag. Die Young Lions sind eine U23-Mannschaft, die 2002 gegründet wurde. In der Elf spielen U23-Nationalspieler und auch Perspektivspieler. Ihnen soll die Möglichkeit gegeben werden, Spielpraxis in der ersten Liga, der S. League, zu sammeln. Für die Lions absolvierte er 63 Erstligaspiele und schoss dabei fünf Tore. 2019 wechselte er zu Home United. 2019 gewann er mit dem Klub den Singapore Community Shield. Das Spiel gegen Albirex Niigata (Singapur) gewann man im Elfmeterschießen. 2020 wurde der Verein in Lion City Sailors umbenannt. A, 1. Januar 2020 trat er seinen Militärdienst an. Von den Streitkräften wurde er an von Anfang November 2020 bis Ende Dezember 2021 an den Erstligisten Young Lions ausgeliehen. Für die Young Lions bestritt er 18 Erstligaspiele. Nach Ende des Militärdienstes kehrte er im Januar 2022 zu seinem ehemaligen Verein Home United, der mittlerweile in Lion City Sailors umbenannt wurde, zurück. Am Ende der Saison 2023 feierte er mit den Sailores die Vizemeisterschaft. Am 9. Dezember 2023 stand er mit den Sailors im Finale des Singapore Cup. Hier besiegte man Hougang United mit 3:1. Am 4. Mai 2024 gewann er mit den Sailors den Singapore Community Shield. Das Spiel gegen Albirex Niigata (Singapur) wurde mit 2:0 gewonnen. Am Ende der Saison 2024/25 feierte er mit den Sailors die Meisterschaft. Am 18. Mai 2025 bestritt er mit den Sailors das Finale der AFC Champions League Two. Hier musste man sich im heimischen Bishan Stadium dem Sharjah FC mit 1:2 geschlagen geben. Am 31. Mai 2025 stand er mit den Sailors im Endspiel des Singapore Cup. Das Finale gegen die Tampines Rovers gewann man mit durch ein Tor von Bart Ramselaar mit 1:0.

### Nationalmannschaft
Hami Syahin spielte 13-mal in der singapurischen U19-Nationalmannschaft. Zwanzigmal trug er das Trikot der U23-Mannschaft. Seit 2017 spielt er für die A-Nationalmannschaft.

## Erfolge
Home United/Lion City Sailors
- Singapurischer Meister: 2024/25
- Singapurischer Vizemeister: 2023
- Singapore Community Shield: 2019, 2024
- Singapore Cup-Sieger: 2023, 2025
- AFC Champions League Two: 2024/25 (Finalist)

## Auszeichnungen
- S. League: Nachwuchsspieler des Jahres 2019